# Tony La Russa
Anthony La Russa, Jr. (ur. 4 października 1944) – amerykański baseballista, który występował na pozycji drugobazowego i łącznika, menadżer zespołów MLB i działacz sportowy.

## Kariera zawodnicza
W czerwcu 1962 podpisał kontrakt jako wolny agent z Kansas City Athletics i początkowo grał w klubach farmerskich tego zespołu. W Major League Baseball zadebiutował 10 maja 1963 w meczu przeciwko Minnesota Twins jako pinch runner. Przez następne sześć lat grał w niższych ligach w zespołach farmerskich Athletics. W sierpniu 1971 przeszedł do Atlanta Braves, w którym rozegrał 9 meczów. W latach 1972–1977 grał w niższych ligach w organizacji Atlanta Braves, Chicago Cubs, Pittsburgh Pirates, Chicago White Sox i St. Louis Cardinals.

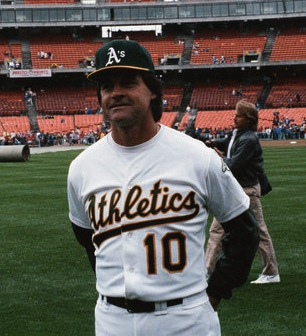
Tony La Russa jako menadżer Oakland Athletics.

## Kariera menedżerska
Pierwszym zespołem w karierze menadżerskiej La Russy był klub farmerski Chicago White Sox, Knoxville Sox z Double-A, którego objął w 1978 roku. W czerwcu 1978 Larry Doby zastąpił na stanowisku menadżera White Sox Boba Lemona, a La Russa został trenerem pierwszej bazy tego zespołu. Następnie prowadził Iowa Oaks z Triple-A, zaś 2 sierpnia 1979 przejął Chicago White Sox i został najmłodszym wówczas menadżerem w MLB. W 1983 poprowadził zespół do mistrzostwa dywizji AL West z bilansem 99–63, jednak przegrał w American League Championship Series z późniejszym triumfatorem w World Series Baltimore Orioles. W tym samym roku otrzymał po raz pierwszy nagrodę AL Manager of the Year. W sezonie następnym po rozegraniu 64 meczów, White Sox zanotowali bilans 26–38 i w efekcie 19 czerwca 1986 La Russa został zwolniony z funkcji menadżera zespołu.
Dwa tygodnie później został menadżerem Oakland Athletics. W latach 1988–1990 poprowadził zespół do mistrzostwa American League, a w 1989 do zwycięstwa w World Series, po pokonaniu San Francisco Giants 4–0. 23 października 1995 objął St. Louis Cardinals.
W sezonie 2004 La Russa poprowadził Cardinals do 105 zwycięstw w sezonie zasadniczym. W postseason zespół pokonał Los Angeles Dodgers w NLDS i Houston Astros w NLCS. W World Series uległ jednak Boston Red Sox 0–4, którzy przełamali tzw. klątwę Bambino i zdobyli mistrzowski tytuł po 86 latach. Dwa lata później Cardinals uzyskali najgorszy bilans w rundzie zasadniczej (83–78) jako World Series Champion. Po raz ostatni poprowadził zespół 28 października 2011 w decydującym o mistrzostwie meczu numer 7 przeciwko Texas Rangers.
W karierze menadżerskiej zanotował bilans 2728–2365–4 co daje mu trzecie miejsce w klasyfikacji wszech czasów pod względem zwycięstw za Conniem Mackiem i Johnem McGrawem. 12 maja 2012 przed meczem z Atlanta Braves miała miejsce ceremonia zastrzeżenia numeru 10, z którym występował jako menadżer St. Louis Cardinals.
W maju 2014 został członkiem zarządu klubu Arizona Diamondbacks, a w październiku 2020 menadżerem Chicago White Sox.

## Baseball Hall of Fame
9 grudnia 2013 został wybrany przez Expansion Era Committee do Galerii Sław Baseballu. Ceremonia wprowadzenia do Baseball Hall of Fame odbyła się 27 lipca 2014.

## Nagrody i wyróżnienia
| Nagroda/wyróżnienie              | Lata                   | Źródło |
| -------------------------------- | ---------------------- | ------ |
| 3× zwycięzca w World Series      | 1989, 2006, 2011       | [ 3 ]  |
| 4× Manager of the Year Award     | 1983, 1988, 1992, 2002 | [ 10 ] |
| Baseball Hall of Fame            | od 2014                | [ 8 ]  |
| # 10 zastrzeżony przez Cardinals | 2011                   | [ 5 ]  |

## Statystyki menadżerskie
| Lata               | Klub                | Liga               | Mecze | Zwycięstwa | Porażki | % zw. i por. |
| ------------------ | ------------------- | ------------------ | ----- | ---------- | ------- | ------------ |
| 1979–1986          | Chicago White Sox   | AL                 | 1035  | 522        | 510     | 50,6         |
| 1986–1995          | Oakland Athletics   | AL                 | 1471  | 798        | 673     | 54,2         |
| 1996–2011          | St. Louis Cardinals | NL                 | 2591  | 1408       | 1182    | 54,4         |
| Łącznie w karierze | Łącznie w karierze  | Łącznie w karierze | 5097  | 2728       | 2365    | 53,6         |